# ماني ميشيل
ماني ميشيل (بالإنجليزية: Manny Michel)‏ هو مدير فني أمريكي، ولد في 8 فبراير 1960.